# Johann II. (Heinsberg)
Johann II. von Loon-Heinsberg, genannt der Streitbare (1364–1439), Sohn Gottfrieds III., Herr zu Jülich, Heinsberg, Löwenberg und Millen

## Jugend

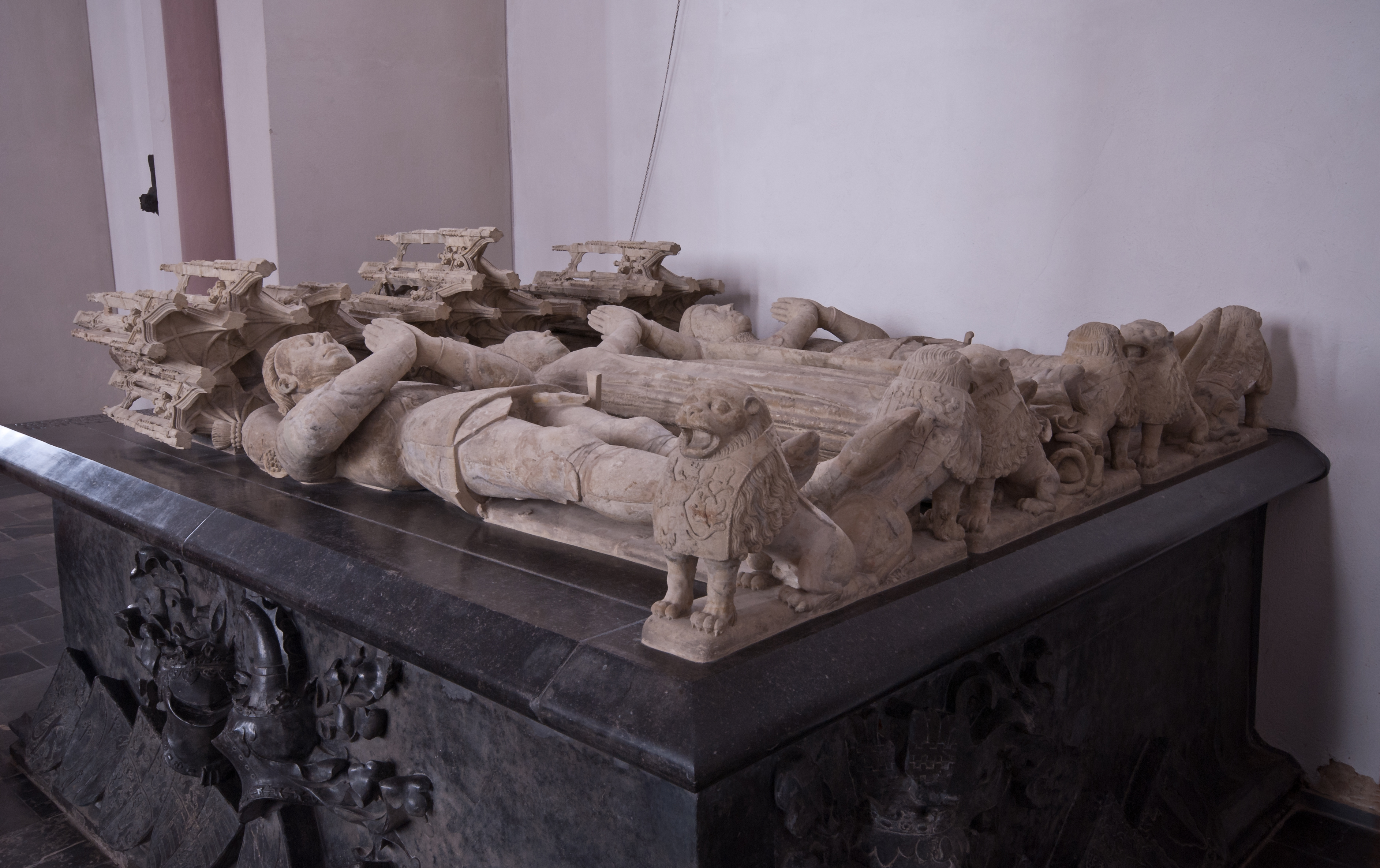
Hochgrab Johann II. von Heinsberg († 1438), seiner Gemahlin Margarethe von Gennep († 1419) sowie deren Sohn Johann III. von Heinsberg († 1443) (von links nach rechts) in St. Gangolf (Heinsberg). Alupus - Eigenes Werk

Johann war der einzige Sohn des Grafen Gottfried III. von Heinsberg-Blankenberg-Looz-Chiny († 1395) aus dem Hause Sponheim und von Philippa von Jülich († 1390), Tochter von Herzog Wilhelm I. († 1361) und von Johanna von Avesnes-Holland († 1374).
Noch zu Lebzeiten seines Vaters zeigte sich Johann als „streitbarer Fürst“, der den alten Konflikt mit der Stadt Köln erneuerte. Darüber hinaus gelang es ihm als Bundesgenosse der Herzöge von Jülich-Geldern bei deren Auseinandersetzungen mit dem Herzogtum Brabant (1386–1399), Heinsberg gegen brabantisch-burgundische Truppen erfolgreich zu verteidigen (1389). In einem Separatfrieden gelang es den Herren von Heinsberg, Brabant das Wiedereinlösungsrecht an den ehemals Heinsberger Herrschaften Gangelt, Millen und Waldfeucht abzuringen (1389).
Über die Herrschaft Heinsberg hingegen besaß Herzog Wilhelm I. von Geldern die Lehnshoheit. Am 17. November 1391 belehnte er Johann mit besagter Herrschaft, wobei dem Herzog bei der Durchsetzung seiner Ansprüche seine verwandtschaftlichen Beziehungen zum Haus Heinsberg hilfreich gewesen sein mögen - Johanns Mutter Philippa war ein Schwester Wilhelms.
Die Auseinandersetzungen mit dem aufstrebenden Herzogtum Burgund flammten 1393 wieder auf, als Johann in Grenzstreitigkeiten mit Herzog Philipp III. von Burgund geriet, dessen Herrschaft Falkenburg er verwüstete. Am 16. April 1393 setzte der Friede von Boulogne dem Konflikt ein vorläufiges Ende.

## Erste Herrschaftsjahre und Rückschläge (1395–1397)
Als 1395 Johanns Vater Gottfried starb, gelang Johann die reibungslose Machtübernahme. Obwohl er der einzige Sohn Gottfrieds war, erbte er jedoch nicht die Grafschaft Looz (Loon). Da sein Vater der weiblichen Linie der Grafen von Loon entstammte und das Geschlecht somit im Mannesstamm ausgestorben war, wurde die Grafschaft durch das Bistum Lüttich als erledigtes Lehen zurückgefordert. Da es Gottfried nicht gelang, hiergegen seinen Anspruch durchzusetzen, hatte er den Titel an Arnold von Rumingy verkauft. Auch dieser konnte jedoch den Heimfall der Grafschaft an das Bistum Lüttich nicht verhindern. Trotz des Verlustes der Grafschaft führte Johann den Familiennamen von Loon weiter.
Im Jahr seiner Herrschaftsübernahme schloss er mit Margareta von Gennep († 1419) den Bund der Ehe, aus welchem vier Kinder hervorgehen sollten.
In seinem Bestreben, dem Hause Heinsberg seine verlorene Machtstellung wiederzugeben, erzielte er im Jahre 1396 einen ersten Erfolg. In einer Fehde mit dem Ritter Johann vom Stein, gelang es Johann, die Kontrolle über Herrschaft Löwenberg (bei Bad Honnef) sicherzustellen. Fortan führte er auch den Titel des Herrn von Löwenberg.
Im folgenden Jahr erlitten seine Ambitionen jedoch einen herben Rückschlag. Als Verbündeter des Herzogs Wilhelms II. von Berg geriet er in der Schlacht von Kleverhamm in die Gefangenschaft des Herzogs von Kleve. Seine Freiheit erhielt er erst nach Zahlung eines hohen Lösegeldes wieder, zu dessen Finanzierung er umfangreiche Verpfändungen tätigen musste. Dazu zählte die gerade erst wiedergewonnene Herrlichkeit Löwenberg und die Herrschaft Gennep, welche seine Frau mit in die Ehe gebracht hatte und die er am 24. April 1424 dem Herzog verpfändete – Johann löste sie nie wieder ein.

## Wiederaufstieg des Hauses Heinsberg (1398–1423)
Nach seiner Freilassung aus der Gefangenschaft hielt er weiterhin dem Hause Jülich-Geldern die Treue und erscheint 1402 erneut als Gegner des Herzogs von Kleve bei den Kämpfen um Zevenaar. Die Kämpfe fanden erst Ende des Jahres durch eine Übereinkunft der Herzöge ein vorläufiges Ende.
Bald darauf arrangierte Johann die Ehe seines Sohnes Johann (III.) mit Walpurga von Moers, der Tochter des wohlhabenden Grafen Friedrich IV. von Moers. Dieser hatte schon einige Zeit vor der Ehe 4500 Rheinische Gulden überwiesen und sich für den Fall, dass die Ehe nicht zustande kommen sollte, die Herrschaft Geilenkirchen als Pfand übertragen lassen - tatsächlich wurde die Heirat aber wohl noch 1406 geschlossen. Die Heirat stärkte nicht nur die Verbindung zum Hause Moers, welches in Gestalt von Erzbischof Dietrich II. von Moers bald darauf die Herrschaft über das Erzstift Köln erlangen sollte, sondern diente auch der Verständigung mit dessen Verbündeten, Herzog Adolf VII. von Berg. Diese war umso wichtiger für Johann, als immer deutlicher wurde, dass der Herzog Rainald IV. von Jülich-Geldern ohne legitimen männlichen Nachkommen bleiben würde. Johann war im vierten Grad mit Rainald IV. blutsverwandt und daher neben Adolf VII. von Berg einer der drei Anwärter auf die Nachfolge des Herzogs.
Auch nach Westen versuchte er sich das Wohlwollen mächtiger Nachbarn zu sichern, indem er sich im Jahre 1408 an der Niederschlagung des Aufstandes der Bürger von Lüttich beteiligte, den diese gegen ihren zum Bischof gewählten Fürstelekten Johann III. Ohnegnade begonnen hatten – auch wenn er selbst an der Schlacht bei Othée nicht teilnahm.
Um seinen Ansprüchen auf den geldrischen Herzogsstuhl Nachdruck zu verleihen, unternahm Johann im Jahre 1409 eine Wallfahrt nach Jerusalem, an die sich eine Sage von seiner angeblichen Versklavung in Tripolis und seine wundersamen Befreiung durch den Harfenspieler Engelbert knüpft.
Nach seiner Rückkehr erneuerte er vor dem Hintergrund seiner Erbansprüche 1410 das Bündnis mit Herzog Rainald IV. von Jülich-Geldern. Dieser schien damals den Heinsberger als seinen Erben zu bevorzugen, da er die Verbindung von Jülich und Geldern auch für die Zeit nach seinem Tod zu sichern suchte. Als Zeichen für die Gunst Rainalds konnte auch gelten, dass er Johann am 5. Januar 1410 zum Erbschenken des Herzogtums Geldern ernannte. Die geldrischen Stände hingegen neigten in eher separatistischer Tendenz noch zum Prätendenten Wilhelm von Arkel († 1417), dessen Aussichten allerdings seit 1409 durch den Verlust seiner Stammlande stark geschwächt waren. Da sie für den Fall von Johanns Machtübernahme um ihre Privilegien fürchteten, ließen sie sich 1410 ihre Privilegien nicht nur durch Rainald IV., sondern auch durch Johann bestätigen.
Von Herzog Rainald IV. gewann Johann im darauffolgenden Jahr gegen die Summe von 8000 Gulden auch die Pfandherrschaft über die Ämter Schönforst (bei Aachen) und Münstereifel. Bei dem Tod des Herzogs sollten diesen samt der Herrschaft Geilenkirchen auf den Heinsberger als Vollbesitz übergehen. Mit dem Herzog von Berg einigte er sich im selben Jahre über die Rechte an Burg und Stadt Blankenberg. Eine weitere Ausweitung seiner Herrschaft gelang ihm 1413, als ihm Herzog Anton von Brabant die Herrschaft Wassenberg verpfändete.
Im Jahre 1419 erzielte Johann einen bedeutenden machtpolitischen Erfolg, als sein jüngster Sohn als Johann VIII. zum Bischof von Lüttich gewählt wurde – hierdurch erlangte das Haus Heinsberg zu beiden Ufern der Maas eine starke Machtstellung. Diese erfuhr im folgenden Jahr eine weitere Ausdehnung, als Johann in einem Vergleich mit dem Herzog von Brabant die drei Herrschaften Millen, Gangelt und Waldfeucht als brabanter Lehen zurückgewinnen konnte - 1423 gab er diese in den Pfandbesitz seines jüngsten Sohnes, Bischof Johann VIII. von Lüttich.
Einige Zeit danach – das Datum steht nicht fest – ehelichte Johann Anna von Solms († 1433), die Witwe des Grafen Gerhard I. von Sponheim-Sayn-Homburg. Aus der Verbindung gingen drei Kinder hervor.
Indes stellte sich für den Herzog von Jülich-Geldern die Frage einer Nachfolgeregelung mit immer größerer Dringlichkeit. Dieser bevorzugte seit ca. 1411 Adolf VII. von Berg als seinen Nachfolger und bewegte Johann für eine Geldentschädigung dazu, jülich-geldrischer Lehensmann zu werden und zu Gunsten Adolfs auf alle Erbansprüche zu verzichten. Nachdem Johann am 12. Dezember 1414 mit diesem schon einen immerwährenden Freundschaftsvertrag abgeschlossen hatte, erhielt Johann in einem Vertrag vom 1. April 1420 dafür die sogenannte Jülicher „Quart“, ein Viertel-Anteil am Herzogtum Jülich. Die Regelung sah vor, dass Johann Sittard, Born und Susteren zufiel, wohingegen Adolf VII. Randerath erhielt – das gesamte übrige Erbe sollte im Verhältnis 3:1 von beiden geteilt werden. Dass Rainald IV. kurz vor seinem Tod Sittard und Born dem Grafen Friedrich IV. von Moers verpfändete, scheint wohl kein Zufall, sondern ein Racheakt gegen die selbstherrliche Natur des Erben gewesen zu sein.
Nach der Verständigung mit dem Herzog Adolf VII. über Jülich wandte sich Johann wieder den Verhältnissen im Westen zu. Dabei unterstützte er Herzog Johann IV. von Brabant beim Aufstand der Brüsseler Bürgerschaft, geriet dabei jedoch abermals in Gefangenschaft, aus der er erst 1421 wieder freikam. Auch mit der Stadt Roermond geriet er zwischen den Jahren 1421 und 1423 in Konflikt, der erst kurz vor dem Tod Rainalds IV. von Jülich-Berg beigelegt werden konnte.
Als Rainald IV. 1423 starb, ergriffen Johann und Adolf VII. von den Jülicher Ländereien gemeinschaftlich Besitz und wurden sogleich anerkannt – fortan nannte sich Johann aufgrund seines Anteils am Jülicher Herzogtum auch Herr von Jülich. Beide Prätendenten entsandten jeweils für sich Abgesandte nach Nimwegen, um sich den geldrischen Ständen als Nachfolger des Herzogs zu präsentieren. Dieser anerkannten jedoch weder Johann noch Adolf VII., sondern erhoben stattdessen mit Arnold von Egmont einen eigenen Kandidaten zum Herzog. Arnold entstammte über seine Mutter dem Hauses Arkel. Da sowohl Adolf VII. als auch Arnold von Egmond auf das gesamte Erbe Rainalds IV. von Jülich-Geldern bestanden und auch Johann seinen Anspruch auf Geldern aufrechterhielt, begann mit den Zweiten Geldrischen Erbfolgestreit ein jahrzehntewährender Konflikt (1423–1444). Zur Durchsetzung ihrer Ansprüche verbündeten sich Johann und Adolf VII am 13. Juli 1423 mit Friedrich IV. von Moers und somit indirekt auch mit dem Erzstift Köln.

## Bruch mit Jülich-Berg (1426–1434)
Trotz seiner Einigung mit dem Herzog von Berg kam es schon 1426 mit Herzog Adolf VII. bei der konkreten Ausgestaltung der jeweiligen Erbansprüche zum kriegerischen Konflikt. Johann unternahm Einfälle in das jülicher Gebiet – u. a. kam es zu einem Überfall Heinsberger Kriegsknechte auf das Aachener Münster. Nach ergebnislosen Scharmützeln einigten sich 1426 die beide Parteien darauf, den Kölner Erzbischof Dietrich II. von Moers um Vermittlung zu bitten. Dieser legte den Konflikt durch den Schiedsspruch vom Boppard (22. Juni 1429) zunächst bei. Dennoch kündigte sich schon hier – wie spätere Ereignisse zeigen sollten – der endgültige Bruch mit Herzog Adolf VII. von Jülich-Berg bereits an. Die Aufgabe der alten Verbindung zu Jülich, welche die Ostflanke seiner Besitzungen so lange gesichert hatte, war umso bedenklicher, da nun auch im Westen mit dem mächtigen Herzog von Burgund, welcher 1430 auch noch Brabant hinzugewann, eine immer größere Gefahr emporwuchs.
Hinzu traten Spannungen im eigenen Hause, da Johann seine väterliche Gunst zunehmend von seinem Sohn Johann (1395–1443) - seinem designierten Erben, der ihm als Johann III. in seiner Herrschaft auch nachfolgen sollte - auf seinen anderen Sohn Wilhelm (1393–1438) übergehen ließ. Jener hatte 1411 durch Heirat bereits die Grafschaft Blankenheim gewonnen und war zudem mit der Herrschaft Löwenberg schon abgefunden worden. Gegen die Absicht des Vaters, die „Jülicher Quart“ Wilhelm zu überlassen, erhob dessen Bruder heftigen Widerspruch. Als Grund für die Übergabe, die so ganz Johanns bisherigem Handeln widersprach, können nur politische Erwägungen gedient haben. So mag der Herzog von Geldern, Arnold von Egmont, Johann durch großzügige Versprechungen zum Seitenwechsel bewogen haben, den Johann allerdings nur vollziehen konnte, wenn er sich aus der Mitherrschaft Jülichs offiziell zurückzog.
Am 15. Juni 1433 verzichtete Johann daher in aller Form zugunsten Wilhelms auf die Quart. Als kurz darauf der geldrische Erbfolgestreit wieder aufflammte, finden wir Johann dann in der Tat an der Seite des geldrischen Herzogs, als dieser mit einer großen Streitmacht in das Herzogtum Jülich einfiel. Nachdem schlechte Witterungsverhältnisse zum Abbruch der Invasion zwangen, setzte Johann die Feindseligkeiten fort und bedrohte noch 1435 Linnich. Sollten aber tatsächlich weitgesteckte Ambitionen Grund für Johanns Seitenwechsel gewesen sein, so waren sie allerdings enttäuscht worden.

## Niederlage gegen Burgund und Tod (1435–1439)
Dieser Misserfolg im Osten war umso verhängnisvoller, als Burgund immer aggressiver in das Heinsberger Machtzentrum entlang der Maas expandierte und Anspruch auf die Grafschaft Namur erhob. Johann stellte sich an die Seite seines Sohnes, des Bischofs von Lüttich, um dem Burgunderherzog Einhalt zu gebieten, wurde aber 1435 zur Unterwerfung gezwungen. Der Bischof von Lüttich und sein Vater mussten sich mit 20 ständischen Deputierten zum Burgunderherzog verfügen; Einer von den Letzteren mit gebogenem Knie Abbitte leisten.
Nach einem bewegten kriegerischen Leben starb Johann am 14. Januar 1439. So erlebte er auch nicht mehr die endgültige Erosion der Heinsberger Machtstellung, die 1455 in der erzwungenen Ablösung Bischofs Johann VIII. von Lüttich durch den burgundischen Kandidaten Louis de Bourbon ihren sichtbaren Ausdruck fand.